# Seeschlacht bei Lagos (1693)
Philippsburg – Koblenz – Walcourt – Bantry Bay – Mainz – Bonn – Fleurus – Beachy Head – Boyne – Staffarda – Québec – Mons – Cuneo – Leuze – Aughrim – Barfleur/La Hougue – Namur 1 – Steenkerke – Lagos – Neerwinden – Marsaglia – Charleroi – Torroella – Camaret – Texel – Sant Esteve d'en Bas – Gerona – Dixmuyen – Namur 2 – Brüssel –  Ath – Cartagena – Barcelona
In der Seeschlacht bei Lagos (auch Seetreffen beim Kap Sankt Vinzent, Überfall auf den Smyrna Konvoi) am 28. Juni 1693 wurde ein großer englisch-niederländischer Konvoi durch die französische Flotte vernichtet. Das Kap (auch Cabo de São Vicente oder frz. 'Cap Saint Vincent' genannt) bildet gemeinsam mit der benachbarten Ponta de Sagres die Südwestspitze Portugals bzw. Europas. 

## Vorgeschichte
Sowohl während des Pfälzischen Erbfolgekrieges wie auch später während des spanischen Erbfolgekrieges segelten alliierte Konvois aus der Nordsee beziehungsweise dem Ärmelkanal nach Smyrna und anderen Häfen im Mittelmeer.
Nachdem jedoch der niederländische Generalstatthalter Wilhelm von Oranien König von England geworden war (1689), stand Frankreich einem Bündnis der beiden Seemächte gegenüber. Die Seemacht Spanien, das Heilige Römische Reich deutscher Nation und sogar Schweden (Frankreichs bisheriger Verbündeter) schlossen sich dieser Allianz an. Zwar gelang es Tourville und d’Estrées nach der Seeschlacht vor der Bantry Bay (Mai 1689), Wilhelms Gegner Jakob II. in Irland anzulanden (1689), doch zu Land wurden die mit Frankreich verbündeten Jakobiten geschlagen, und auch zur See nutzte Tourville seinen über eine vereinte englisch-niederländische Flotte errungenen Sieg in der Seeschlacht von Beachy Head (Juni 1690) nicht aus, sodass Engländer und Niederländer die französischen Geschwader in den Seeschlachten von Barfleur und La Hougue (Mai 1692) einzeln vernichten und die geplante französische Landung in England unmöglich machen konnten.
Frankreich konzentrierte sich nun auf einen Kaperkrieg. Die Seeschlacht bei Lagos war dabei die erste große Aktion. Ebenfalls 1693 erbeutete Tourville bei einem Angriff auf Málaga 24 Kriegsschiffe und steckte die übrigen in Brand. Der Freibeuter Jean Bart befreite kurz darauf einen für Frankreich bestimmten skandinavischen Getreidekonvoi aus niederländischer Gewalt (1694) und dann einen weiteren vor der Doggerbank (1696).
Im Hafen von Cartagena (Kolumbien) zerstörten 1697 französische Freibeuter spanische Schiffe.
Im Frieden von Rijswijk (Herbst 1697) beendeten die Beteiligten den Pfälzischen Erbfolgekrieg.

### 1693
Vor der Isle of Wight hatten sich etwa 400 englische und niederländische Handelsschiffe gesammelt. In Frankreich war man durch Parteigänger des abgesetzten Königs James gut über die Vorgänge in England informiert. Bereits am 27. Mai war eine französische Flotte aus 71 Linienschiffen unter Admiral Tourville aus Brest in Richtung der Bucht von Lagos ausgelaufen. Ihr Ziel war es, den jährlichen Smyrna-Konvoi abzufangen. Vor Lagos angekommen, ließ Tourville zwei Geschwader aus 16 beziehungsweise 18 Schiffen beim Kap St. Vincent kreuzen. Die Hauptflotte lag in der Bucht und tarnte sich mit englischen und niederländischen Flaggen.
Der englisch-niederländische Konvoi verließ am 9. Juni die Reede und wurde durch die vereinigte niederländisch-englische Kriegsflotte (76 Linienschiffe) bis etwa 36 Seemeilen vor Kap Ouessant geleitet. Dort trennten sich die in die Karibik und nach Amerika bestimmten Schiffe von den in die Levante und nach Spanien und Portugal bestimmten Kauffahrern. Der Hauptteil der Kriegsschiffe kehrte in die Heimatgewässer zurück, weil man wegen Fehlern in der englischen Seebehörde noch nichts von der großen französischen Flotte wusste. Dort befürchtete man auch einen Landungsversuch auf den britischen Inseln. Die Kommandeure vor Ort hatten es versäumt zu prüfen, ob sich die französische Hauptflotte noch im Hafen von Brest befand. Außerdem hatte die englische Flotte zu wenig Vorräte an Bord und wollte diese in Torbay auffrischen.
Die übrigen nach Spanien, Portugal und ins Mittelmeer bestimmten Handelsschiffe segelten weiter. Vor der portugiesischen Küste trennten sich die nach Lissabon bestimmten Handelsschiffe mit einer kleinen Eskorte aus Kriegsschiffen vom Hauptkonvoi. Dieser etwa 130 bis 140 Handelsschiffe starke Konvoi wurde von einer Kriegsflotte unter Admiral Rooke und dem niederländischen Admiral van der Goes geschützt. Diese bestand aus 15 Linienschiffen, 10 kleineren Schiffen, 4 Brandern und 2 Mörserbooten.

## Verlauf
Am 26. Juni sichtete die verbündete Flotte einige französische Schiffe. Diese zogen sich aber zurück. Am Morgen des 27. sichteten die Verbündeten etwa zehn gegnerische Linienschiffe und gingen daraufhin zum Angriff über. Ein kleines Schiff wurde erobert und dessen Kommandant behauptete, dass Tourville mit relativ schwachen Kräften einen Konvoi nach Toulon eskortieren würde. Der englisch-niederländische Konvoi setzte daher die Fahrt weiter fort. Um 10 Uhr kam dann aber die gesamte französische Flotte in Sicht. Weiter voraus befanden sich 18 Schiffe, in Luv standen 16 Schiffe unter Admiral Jean Gabaret und in Lee 40 Schiffe unter Tourville selbst. Nachdem sich der französische Admiral vergewissert hatte, dass es sich nicht um einen Konvoi mit einer relativ geringen Bedeckung handelte, gab er den Angriffsbefehl.
Admiral Rooke erkannte die Aussichtslosigkeit seiner Position. Er befahl den Handelsschiffen sich wenn möglich in Sicherheit zu bringen. Den nahe unter Land befindlichen Schiffen wurde geraten, in spanischen Häfen Schutz zu suchen, was aber nur wenigen gelang. Die übrigen wollte er mit den Linienschiffen decken, um ihnen die Flucht zu ermöglichen. Er ließ eine Gefechtslinie bilden und um 18 Uhr war das französische Geschwader unter Gabaret heran. Die beiden niederländischen Schiffe Zeeland unter Philip Schrijver und Wapen van Medemblik unter Jan van der Poel wandten sich Richtung Land und zogen so einen Teil der französischen Schiffe auf sich. Nach schwerem Kampf wurden beide Schiffe von den Franzosen genommen. Beeindruckt vom Heldenmut der beiden Kapitäne fragte Tourville sie nach deren Gefangennahme, ob sie „Männer oder Teufel“ seien. Rooke bezeichnete die Aktion der Niederländer als „eine der besten Unternehmungen, die er im Gefecht je gesehen habe.“
Dadurch hatte Rooke die Gelegenheit mit den restlichen seiner Schiffe während der Nacht zu entkommen. Zusammen mit 50 Handelsschiffen erreichte er Madeira. Die Franzosen kaperten oder versenkten während der Nacht und am nächsten Tag zahlreiche Schiffe. Andere wurden von ihrer Besatzung auf den Strand gesetzt.

## Folgen
Die englisch-niederländische Hauptflotte blieb auch nach Bekanntwerden der Vernichtung des Smyrnakonvois weitgehend untätig. Die Oberbefehlshaber wurden durch das House of Commons angeklagt, aber freigesprochen, weil die Versäumnisse hauptsächlich in der Seekriegsleitung in London lagen.
Insgesamt gingen 70 bis 100 Handelsschiffe mit Waren im Wert von einer Million Pfund Sterling verloren. Die meisten verlorenen Schiffe waren niederländischer Herkunft. Aber auch die englischen Verluste waren hoch. Nur das Feuer von 1666 hat das Handelszentrum London so getroffen, wie der Verlust der Handelsschiffe. Die Franzosen verkauften die eroberten Prisen für 30 Millionen Livres. Dies entsprach dem gesamten Flottenbudget für das Jahr 1692. Die Niederlage bedrohte sogar die Allianz und die Stabilität der englischen Herrschaft von Wilhelm von Oranien. Er sah sich gezwungen den bisherigen Oberkommandierenden der Flotte zu entlassen und diesen durch Edward Russell, 1. Earl of Orford, zu ersetzen. Im House of Commons gewannen die Whigs die Mehrheit.